# Stop loss
Stop loss znamená v obchodování strategii, pomocí které se limituje riziko obchodu. Stop loss vychází z předem definované nejvyšší ztráty, kterou je obchodník ochoten přijmout. Doporučuje se riskovat na jeden obchod 2 až 5 % účtu. Pokud cena dosáhne úrovně, kdy se této ztráty dosáhne, obchodník uzavře svou pozici, například prodá zboží, které ztrácí na ceně, aby předešel jeho dalšímu znehodnocení. Optimální velikost stop lossu získáme pomocí analýzy MAE. MAE = Maximum Adverse Excursion = maximálně nepříznivá odchylka. Jedná se o maximální ztrátu, kterou má obchod, než ho uzavřeme.

## Druhy
- procentuální – používá se nejčastěji, riskujeme předem stanovené procento z účtu, obvykle 2–5 %.
- mentální – sami si určujeme, kdy chceme obchod uzavřít. Časově náročná metoda, protože musíme všechny pohyby bedlivě kontrolovat
- trailing stop loss – stanovujeme si několik bodů (přesný počet záleží na každém z nás). Po překročení jednoho bodu se stop-loss automaticky posouvá dál.
- logický stop loss – tento typ stop-lossu se umisťuje na hranici podpory (support) nebo na hranici odporu (rezistence) a také na dnech nebo vrcholech swingu.